# Mars 1783
Cette page présente les faits marquants du mois de mars 1783.

## Événements
- 10 mars : bataille au large de la Floride, dernier engagement naval de la guerre d'indépendance des États-Unis. Victoire navale américaine sur le Royaume-Uni [1].

- 15 mars, États-Unis : échec de la conspiration de Newburgh[2].

- 18 mars, Espagne : réhabilitation des professions méprisées[3] parce qu’autrefois exercées par les Juifs : tanneur, cordonnier, forgeron, tailleur…

- 29 mars, France : démission de Joly de Fleury. Il est remplacé aux Finances par Henri d'Ormesson.

- 31 mars : « Systematica gentis Judaicae regulatio » (Régularisation systématique du statut des Juifs) en Hongrie[4]. Ils bénéficient de l’accès aux villes, de l’exercice de l’industrie, de l’admission dans les écoles chrétiennes sans porter de signes distinctifs.

## Naissances
- 9 mars : Robert von Langer, peintre allemand († 6 octobre 1846).

## Décès
- 2 mars : Francisco Salzillo, sculpteur baroque espagnol (1707-1783)
- 30 mars : William Hunter (né en 1718), anatomiste écossais.